# Richard Harrison Truly
Richard Harrison Truly (Fayette, Mississippi, 1937. november 12. – 2024. február 27.) amerikai űrhajós, a haditengerészet állományában altengernagy.

## Pályafutása
1959-ben a Bachelor of Science (Georgia) keretében repüléstechnikai mérnök oklevelet szerzett. Haditengerészeti pilótaként az USS Enterprise (CVN–65) repülőgép-hordozón F–4 Phantom II gépen teljesített szolgálatot, több mint 300 leszállást hajtott végre. Elvégezte a tesztpilóta képzőt, ahol megtanulta a repülőgép balesetek kivizsgálásának módszerét.
1965. november 12-től részesült űrhajóskiképzésben a Lyndon B. Johnson Űrközpontban. 1977-ben a Space Shuttle (Enterprise űrrepülőgép) második és negyedik berepülésének pilótája. Egy Boeing 747 hordozó emelte magasba, majd végre kellett hajtania a leszállási manővert. A leszállási művelet közben értékelte az űrrepülőgép kezelhetőségét, a leszállási jellemzőket, a stabilitást, egyéb információkat szolgáltatott. A NASA alkalmazásában az űrrepülések (Skylab-program, Szojuz–Apollo-program, Space Shuttle program) támogató (problémamegoldó) személyzetének tagja.
Két űrszolgálata alatt összesen 8 napot, 7 órát és 21 percet töltött a világűrben. Űrhajós pályafutását 1983. október 1-jén fejezte be. 1989-1992 között a NASA 8. vezetője, majd 1997-ig a Georgia Technology Research Institute alelnök/igazgatója. 1997-től 2005-ig Coloradóban az Energiaügyi Minisztérium Nemzeti Megújuló Energia Laboratórium vezetője. 2007-től az amerikai szenátus külügyi bizottságának katonai tanácsadó testületének tagja.

## Űrrepülések
- STS–2 a Columbia űrrepülőgép második repülésének pilótája. Az űrhajózás történetében először kerül sor arra, hogy egy űrhajót másodszor is a világűrbe juttassanak. A küldetés célja az STS–1 során megkezdett tesztsorozat folytatása volt. Első űrszolgálata alatt összesen 2 napot, 6 órát és 13 percet töltött a világűrben.
- STS–8 a Challenger űrrepülőgép harmadik repülésének parancsnoka. A Challenger startja és leszállása volt az első éjszakai indítás és földetérés a program történetében. Második űrszolgálata alatt összesen 6 napot, 1 órát és 8 percet töltött a világűrben.

### Tartalék személyzet
STS–1 a Columbia űrrepülőgép első repülésének pilótája.